# 米子市営東山陸上競技場
米子市営東山陸上競技場（よなごしえいひがしやまりくじょうきょうぎじょう）は、鳥取県米子市の米子市東山運動公園（どらやきドラマチックパーク米子、略称：どらドラパーク米子）内に所在する陸上競技場。球技場としても使用される。施設は米子市が所有し、平井工業が指定管理者として運営管理を行っている。
施設命名権（ネーミングライツ）により、呼称をどらドラパーク米子陸上競技場（どらドラパークよなごりくじょうきょうぎじょう）としている（詳細は後述）。

## 概要
2011年度にJリーグに昇格した地元サッカークラブ・ガイナーレ鳥取がホームとするスタジアムの1つである（メインスタジアムはとりぎんバードスタジアム）。また、2009年に中国サッカーリーグに参加していた米子市を本拠地とするサッカークラブである元気SCもホームスタジアムの1つとして使用していた。
なお練習に使用する場合は米子市民球場を挟んで反対側に位置する球技場を使用することもある。2004年4月に佐川急便大阪SCとの対戦がJFL昇格後初めて球技場で開催されることが予定されていたが、グラウンド環境の問題（芝生の管理が不充分なこと、スタンドが有料試合に適していないこと）から急遽開催を返上し当陸上競技場での開催に差し替えた。
また2001年には将来のJリーグ開催に備え、当時のSC鳥取は陸上競技場・球技場の芝生張り替えや座席の増設、照明設備の設置などを求め、米子市側に施設整備の嘆願書を提出した。しかし現状では行政の予算が厳しいことから市は難色を示している。このため、ガイナーレ鳥取の米子での開催が大幅に減ってしまった。2011年のJ2加盟に際しては全主管試合をJ2基準を満たすとりぎんスタジアムで行うため、米子での開催はなくなった。但し、米子市での開催という物差しでは、2013年のJ2で最下位に終わり、2014年からJ3に降格したため、J3の開催基準を充足したチュウブYAJINスタジアムで年数試合を開催しているが、当競技場はJ3基準を充足していないため開催不可である。
2010年10月24日、第12回日本フットボールリーグの鳥取対栃木ウーヴァFC戦が当地で行われ、鳥取のJFL参入10年目での初優勝を発祥の地のスタジアムで飾り、地元ファンの祝福を受けた。
毎年7月に開かれる全日本トライアスロン皆生大会のフィニッシュでもある。
陸上競技場の建設1969年は改修1987年、1999年、2012年、2022年の4回だが陸上トラック改修のみの為天然芝グラウンドの老朽化が長年問題視されている。

## 施設概要
- 日本陸上競技連盟第2種公認
- トラック：400mレーン8コース
- 収容人員は約15000人程度で、メインスタンドの座席以外は芝生席となっている。

## 施設命名権
米子市は2008年8月1日から9月30日までの間、当競技場が所在する東山運動公園と、米子市美術館と米子市立図書館が所在する美術館・図書館エリアの2箇所の愛称を対象に施設命名権の売却先を募集した。その結果、運動公園には米子市に本社を置く菓子メーカー・丸京製菓1社が応募し、愛称「どらやきドラマチックパーク米子（略称：どらドラパーク米子）」を提案した。市は審査の上で交渉した結果、年額300万円、同年11月1日から2012年3月31日までの3年5箇月間の契約で同社と合意した。契約当初はエリア内の個別施設に関しては命名権の対象外としていたが、当競技場は市の広報活動上では「どらやきドラマチックパーク米子陸上競技場」「どらドラパーク米子陸上競技場」などのように、愛称を組み合わせる形で表記されていた。
さらに市は2010年4月1日から「より市民に親しみやすい愛称にするため」として各施設にも愛称を導入し、当競技場の呼称は「どらドラパーク米子陸上競技場（略称：どらパー陸上競技場）」に制定された。なお、条例上の施設名称は「米子市営東山陸上競技場」を維持している。
その他、東山運動公園の施設命名権に関する詳細は米子市民球場#施設命名権も併せて参照。

## 公園内その他の施設
- 米子市民球場（どらドラパーク米子市民球場）
- 米子アリーナ（2027年度完成予定[2]）